# Max O. Lorenz

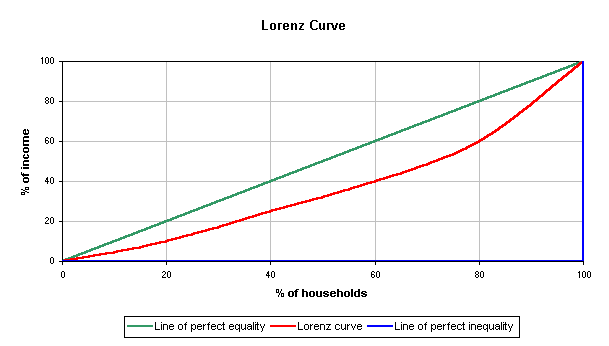
Courbe de Lorenz

Max Otto Lorenz  (19 septembre 1876 - 1er juillet 1959) était un économiste américain qui inventa le concept de courbe de Lorenz en 1905 pour décrire les inégalités de revenu. Il publia un article décrivant cette dernière alors qu'il préparait son doctorat à l'Université du Wisconsin. Son doctorat (1906) portait sur La théorie économique des prix de chemin de fer et ne fait aucune référence à ce qui a certainement été son plus célèbre article.
Sa vie s'est partagée entre les publications et l'enseignement. Il a également été employé par le bureau du recensement des États-Unis, le bureau des chemins de fer américains, le bureau des statistiques américaines et la chambre de commerce américaine.
Le terme courbe de Lorenz semble avoir été utilisé pour la première fois en 1912 dans un livre intitulé The elements of Statistical Method (Les principes de la méthode statistique).

## Œuvres
- M. O. Lorenz, Methods of measuring the concentration of wealth, American Statistical Association, 1905. vol. 9, p. 209-219.
- Richard T. Ely, Thomas A. Adams, Max O. Lorenz et Allyn Young, Outlines of Economics, New York : Macmillan, 1908.